# عجیب اما واقعی
عجیب اما واقعی (به انگلیسی: Strange but True) یک فیلم سینمایی دلهره‌آور آمریکایی محصول سال ۲۰۱۹ به کارگردانی روآن آتال از فیلمنامه اریک گارسیا است. این فیلم اقتباسی از رمانی به همین نام ساخته جان سرلز در سال ۲۰۰۴ می‌باشد و در آن بازیگرانی چون ایمی رایان، نیک رابینسون، مارگارت کوالی، بلایث دانر، برایان کاکس، گرگ کینر و کانر جسوپ ایفای نقش کرده‌اند.

## داستان
زنی که ۵ سال پس از فوت همسرش سراغ خانواده همسرش می‌آید و ادعا می‌کند که باردار است و در پی این ماجرا اتفاقات عجیب و غریبی رخ می‌دهد و…

## انتشار فیلم
در فوریه ۲۰۱۸، سی‌بی‌اس فیلمز حق توزیع فیلم را به دست آورد. اولین بار در جشنواره فیلم ادینبورگ در ۲۲ ژوئن ۲۰۱۹ به نمایش درآمد. در ۶ سپتامبر ۲۰۱۹ در آمریکا منتشر شد.